# Valéry Giscard d'Estaing
Valéry Giscard d'Estaing (pronunciación en francés: /valeʁi ʒiskaʁ dɛstɛ̃/ (escucharⓘ); Coblenza, 2 de febrero de 1926-Authon, 2 de diciembre de 2020) fue un político francés, presidente de la República Francesa entre 1974 y 1981. Conocido por su apoyo al federalismo europeo, fue también presidente de la Convención para el Futuro de Europa, que redactó el proyecto de Constitución Europea en 2003. Ostentó, además, la dignidad de copríncipe de Andorra y jefe de dicho Estado.

## Familia y estudios
Hijo de Edmond Giscard, un inspector de Finanzas, y sobrino nieto del diplomático François Georges-Picot, nació en la ciudad alemana de Coblenza, donde su padre había sido destinado en el contingente del Ejército francés que ocupaba Renania, para hacer pagar a Alemania las reparaciones de guerra derivadas del Tratado de Versalles. Hablaba alemán con fluidez.
Estudió en los liceos Janson-de-Sailly y Louis-le-Grand de París y en el Blaise Pascal de Clermont-Ferrand. Se alistó como voluntario durante la Segunda Guerra Mundial, siendo condecorado con la Cruz de Guerra por su actuación en el frente.
Estudió a continuación en la École polytechnique y luego en la Escuela Nacional de Administración (ENA); al finalizar sus estudios siguió la carrera de su padre y pasó a ser inspector general de Finanzas. Se casó el 17 de diciembre de 1952 con Anne-Aymone Sauvage de Brantes, con quien tuvo cuatro hijos: Valérie-Anne, Henri, Louis y Jacinte.

## Carrera política y ministerial (1956-1974)
En 1956 fue elegido diputado por Puy-de-Dôme, departamento en el que su bisabuelo, Agénor Bardoux, había sido representante durante el siglo XIX.
En 1959 fue nombrado secretario de Estado de Finanzas y luego, a propuesta del primer ministro Michel Debré, el presidente Charles de Gaulle lo nombró ministro de Finanzas y Economía el 19 de enero de 1962. Siguió desempeñando el cargo durante el gobierno que presidió Georges Pompidou. No obstante, su política antiinflacionista lo convirtió en un político impopular, y tras la reelección presidencial de 1965, más difícil de lo que De Gaulle había previsto, fue sustituido por Michel Debré. 
Giscard fundó entonces la Federación Nacional de Republicanos Independientes, pretendiendo ser el elemento centrista y europeísta de la mayoría gubernamental. En ese sentido, en 1969 se mostró favorable a la candidatura de adhesión del Reino Unido a la Comunidad Económica Europea.
Su postura frente al presidente De Gaulle se fue haciendo cada vez más crítica y su apoyo se fue matizando. Es el período que se conoce como el del "sí, pero". Propugna el "no" en el referéndum del 27 de abril de 1969 que acabó con la dimisión del veterano general De Gaulle. 
En las elecciones presidenciales siguientes, pareció apoyar en principio la candidatura de Antoine Pinay, pero se unió con Pompidou quien, tras su elección, le confió el Ministerio de Economía y Finanzas en el gobierno que presidió Jacques Chaban-Delmas, puesto que mantuvo en el de Pierre Messmer.

## Presidencia (1974-1981)
Tras la muerte de Georges Pompidou en abril de 1974, decidió presentarse a las elecciones a Presidente de la República. Con el apoyo de Jacques Chirac, eliminó a Jacques Chaban-Delmas en la primera vuelta. 
Para la segunda vuelta, obtuvo una ventaja decisiva en el debate televisado que lo enfrentó a François Mitterrand. Fue elegido en mayo de 1974 y por los siguientes casi siete años pasó a ser el tercer Presidente de la Quinta República, a los 48 años de edad.
Su mandato se caracterizó por las dos crisis del petróleo (la de 1973 y la de 1979), que terminaron con lo que se ha dado en llamar los Treinta Gloriosos y que vieron la aparición del desempleo masivo.

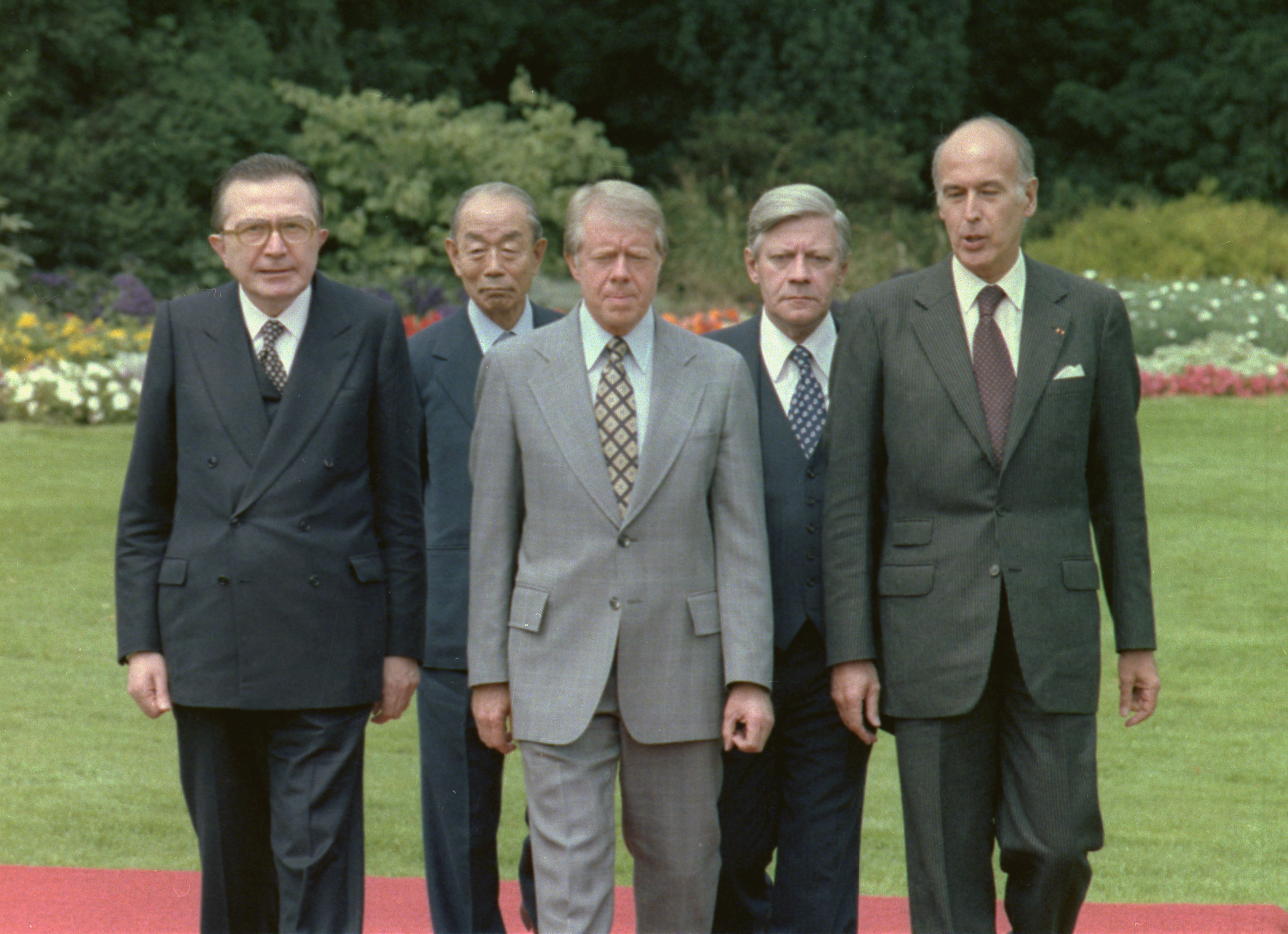
De izquierda a derecha: Giulio Andreotti, Takeo Fukuda, Jimmy Carter, Helmut Schmidt y Giscard d'Estaing en la cumbre económica del G7, celebrada en Bonn el 16 de junio de 1978.

Giscard nombró primer ministro a Jacques Chirac, pero sus relaciones no fueron buenas. Chirac dimitió en 1976 y fue sustituido por Raymond Barre, el "mejor economista de Francia" según el presidente.
El principio de su mandato estuvo marcado por una voluntad de modernización, que empezó con una suavización de los símbolos franceses: el azul de la bandera pasó a ser más suave y el himno nacional, La Marsellesa, pasó a tocarse a un volumen más bajo y a menor velocidad. Giscard simplificó también el protocolo. 
Sin embargo, se mantuvieron las pruebas nucleares en la Polinesia, lo que causó la dimisión del ministro Jean-Jacques Servan-Schreiber, en desacuerdo con estas pruebas.
Durante su mandato se llevaron a cabo reformas sociales, como la legislación sobre el divorcio por mutuo acuerdo o la legalización del aborto propuesta por la ministra Simone Veil (Ley Veil). La mayoría de edad legal pasó de los 21 a los 18 años. También se endurecieron las condiciones para autorizar la inmigración en Francia, aunque se dictaron normas para favorecer el reagrupamiento familiar.
Debido a la crisis del petróleo, Francia necesitó ahorrar energía, por lo que en 1975 se instauró el cambio de hora en verano, lo que permitió ahorrar un 0,5 % en electricidad, al limitar la necesidad de iluminación. 
En el terreno internacional, Giscard d'Estaing demostró ser un ferviente partidario de la construcción europea: defendió la idea de los Estados Unidos de Europa desde el principio de su carrera política. Propugnó una "tercera vía" entre la Europa supranacional y la Europa de los Estados. Creó la Cumbre europea y favoreció el aumento de competencias del Parlamento Europeo, en especial en el aspecto presupuestario. También apoyó la creación del ECU precedente del euro y primer intento consistente para crear una moneda única en Europa.
El 10 de junio de 1977 se celebraron las primeras elecciones al Parlamento europeo por sufragio universal directo de los ciudadanos de los países miembros. Simone Veil pasó a presidir este Parlamento.
Francia intervino militarmente en Zaire (en Kolwezi) para liberar a los rehenes occidentales apresados por las tropas opuestas al gobierno de Mobutu. Por otra parte, Yibuti, una de las últimas colonias francesas en África, alcanzó su independencia.
En el campo de la cultura, el 31 de enero de 1977 se inauguró en París el Centro Georges Pompidou.
En 1978 Giscard creó un partido para agrupar a sus partidarios en lo que él deseaba fuera el "centro" que sirviera de contrapeso a la derecha gaullista del RPR de Chirac, la Unión por la Democracia Francesa (UDF). En marzo, la coalición entre UDF y RPR triunfó en las elecciones legislativas.
Además, facilitó la llegada al poder de Jomeini en Irán y le negó la entrada a Francia al sha y su familia.

### El escándalo de los diamantes y el escándalo Boulin
El 10 de octubre de 1979, el semanario satírico Le Canard enchaîné acusó a Giscard de haber recibido del depuesto  emperador Bokassa I de la República Centroafricana regalos consistentes en diamantes en el curso de visitas oficiales, con un valor que el semanario calculó en un millón de francos (unos 150 000 euros). Con torpeza y prepotencia, el presidente intentó justificarse, creyendo que las acusaciones de un periódico satírico no influirían en el electorado; pero el asunto fue retomado posteriormente por el prestigioso diario independiente Le Monde, y se convirtió en una pesada losa que le hizo perder las elecciones presidenciales de 1981. 
Menos de un mes después, Le Canard enchaîné acusó al Ministro de Trabajo Robert Boulin de adquirir propiedades ilegalmente. El ministro apareció muerto, ahogado en un estanque, y la subsiguiente investigación determinó suicidio.

## Las elecciones de 1981. Vida pública después de la presidencia
Pese a todos estos escándalos que sacudieron el final de su primer mandato, Giscard ganó la primera vuelta de las elecciones presidenciales de mayo de 1981 pero Chirac, tercero, negó de modo explícito su apoyo a Giscard en la segunda vuelta que le enfrentó a François Mitterrand, quien ganó las elecciones y fue elegido presidente.
A pesar de pertenecer, como antiguo presidente de la República, por derecho propio, al Consejo Constitucional, decidió en 1981 no integrarse en él para poder sentirse libre de expresarse políticamente como le pareciera. Entre 1988 y 1996, dirigió la Unión por la Democracia Francesa, que había creado en 1978. En las elecciones presidenciales de 1988, en las que Mitterrand salió reelegido, apoyó primero a Raymond Barre y luego a su antiguo rival Jacques Chirac. Repitió su apoyo a este último en las elecciones de 2002. Giscard se refugió en su "feudo" de Auvernia y presidió el Consejo Regional en 1986. Sin embargo, en 1995 su intento de convertirse en alcalde de Clermont-Ferrand fracasó.
En el ámbito literario, sin mucho éxito, se le publicó en 1994 el breve relato erótico Le Passage, en el que narra la aventura de un notario que a su regreso de un viaje recoge a una joven autoestopista. 
El 23 de octubre de 1997, resultó elegido presidente del Consejo de Municipios y Regiones de Europa, cargo en el que fue reelegido por tres años en Lisboa en octubre de 1998. En diciembre de 2001, en el Consejo europeo de Laeken, se le nombró presidente de la Convención Europea, cuyo objetivo fue simplificar los distintos tratados europeos y elaborar un proyecto de constitución. Giscard presentó la Constitución europea el 15 de julio de 2003. Aunque fue firmada por los 25 miembros de la Unión Europea, los procedimientos de ratificación se toparon con el voto negativo en referéndum de franceses y neerlandeses. Giscard participó activamente en dicha campaña defendiendo el "sí". El 11 de diciembre de 2003, fue elegido por la Academia Francesa para ocupar la vacante dejada por Léopold Sédar Senghor.
Se presentó como candidato en las elecciones regionales de marzo de 2004, encabezando la lista unitaria UMP-UDF en Auvernia. En la segunda vuelta fue derrotado por el socialista Pierre-Joël Bonté y Auvernia, como otras muchas regiones en estas elecciones, pasó a estar controlada por el PS. Al perder el puesto de presidente regional, que ocupaba desde 1986, decidió abandonar la política activa y se integró en el Consejo Constitucional.
En febrero de 2005, Valéry Giscard d'Estaing y su hermano Olivier (que fue alcalde de Estaing en los años 1960) compraron al Ayuntamiento de Estaing el Castillo de Estaing, en el valle alto del Lot, y declararon su intención de restaurarlo y abrir al público varias de sus salas. Giscard precisó que preveía organizar conciertos, conferencias y encuentros, y que también quería un lugar que albergara sus archivos personales como presidente de la Convención Europea.

## Muerte
Falleció el 2 de diciembre de 2020 a los 94 años de edad víctima de la COVID-19.